# فرودگاه صحرایی اورا
فرودگاه صحرایی اورا (به انگلیسی: Eura Airfield) (به زبان بومی: Euran lentokenttä) یک فرودگاه است که یک باند فرود آسفالت دارد و طول باند آن ۸۰۰ متر است. این فرودگاه در کشور فنلاند قرار دارد و در ارتفاع ۷۹ متری از سطح دریا واقع شده‌است.